# Зоряні війни: Війни клонів (мультсеріал, 2008)
«Зоряні війни. Війни клонів» (англ. Star Wars: Clone Wars) — американський 3D анімаційний серіал, дія якого відбувається у всесвіті «Зоряних воєн» паралельно подіям серіалу однойменного анімаційного серіалу 2003—2005 років. Прем'єра перших двох епізодів першого сезону відбулася 3 жовтня 2008 року на каналі «Cartoon Network». Шостий сезон транслювався сервісом Netflix. Серіал завершився 17 квітня 2014 року після шести сезонів, які складаються зі 121 епізоду. Невикористані ідеї було реалізовано в проєкті «Війни клонів: Спадок», що включає комікси, роман і додаткові епізоди, доступні в інтернеті й на дисках. З огляду на популярність серіалу, попри час, минулий від завершення, в лютому 2020 року сервіс Disney+ розпочав фінальний сьомий сезон.
Події «Воєн клонів» описують перебіг війни між Галактичною Республікою і повсталими проти неї сепаратистами. Сюжет присвячено різним персонажам, як відомим за фільмами кіносаги, так і новим, що перебувають в різних протиборчих таборах. Орден джедаїв, солдати-клони й дипломати борються на боці Республіки, захищаючи планети та шукаючи союзників, тоді як їм протистоять армії дроїдів, найманці, ситхи, а також негаразди в самій Республіці.

## Сюжет

### Перший сезон
В галактиці триває війна між Республікою та сепаратистами, посталими проти байдужості влади та корупції. Обидві сторони шукають підтримки в нейтральних планет. На боці Республіки з дипломатичними місіями працює Орден джедаїв, тоді як сепаратистам допомагають ситхи на чолі з графом Дуку та його ученицею Асажж Вентрес. Майстри-джедаї Йода, Мейс Вінду та Обі-Ван Кенобі з його учнем Енакіном Скайвокером розшукують союзників. Адже армії клонів недостатньо, щоб протистояти ворожим дроїдам, і Республіка не має достатньо провізії для допомоги постраждалим планетам.
Генерал сепаратистів Ґрівус використовує космічний корабель «Ворожість» з новітньою зброєю для раптових нападів. Учениця Енакіна, Асока Тано, бере участь з учителем у рятувальних операціях і обом вдається знищити корабель. Втім, Ґрівусу вдається втекти і невдовзі за його наказом торговець захоплює особистого дроїда Енакіна R2D2 аби добути з нього дані джедаїв. Генерал підсилає до Енакіна дроїда-диверсанта R3-S6, котрий заманює його та Асоку в пастку, але зрештою R2D2 вдається повернути. Граф Дуку весь цей час отримує накази від таємничого лорда ситхів, про існування котрого джедаї ще не здогадуються.
Сенаторка Падме Амідала, з якою Енакін таємно одружений, попри кодекс джедаїв, шукає підтримки у знайомих правителів. Їй допомагає незграбний сенатор Джар Джар Бінкс, невдачі якого повсякчас обертаються на користь. Торгівельна федерація, що фінансує сепаратистів, втрачає свого очільника Нута Ґанрея, котрого заарештовує Республіка. Проте Ассаж визволяє Ґанрея. Намагаючись його повернути, джедай Кіт Фісто та його колишній падаван Надар Вебб несподівано виявляють базу генерала Ґрівуса. Це, однак, виявляється пасткою — граф Дуку перестає довіряти Ґрівусу та вимагає як доказ вірності вбити майстрів-джедаїв. Обі-Ван та Енакін вирушають на порятунок, однак Ґрівус знову тікає, а Надар Вебб гине через брак самоконтролю.
Під час спроби захопити графа Дуку, Енакін і Обі-ван виявляють, що володар ситхів уже полонений піратами, і самі опиняються в неволі. Після серії успішних дипломатичних місій Падме Амідала та Джар Джар виявляють секретну лабораторію з розробки біологічної зброї, та не дають розповсюдитися смертельному вірусу. Прибувши на Рилот, республіканські розвідники дізнаються то те, що сепаратисти вже поневолили його мешканців твілеків. Армія клонів разом з джедаями звільняє планету. Невдовзі мисливці за головами, очолювані Кедом Бейном, визволяючи кримінального авторитета Зіро Хатта, захоплюють будівлю Сенату. Проте Енакін завдяки Падме звільняє заручників, хоча Зіро та Кед успішно тікають.

### Другий сезон
Федерація надалі в скрутному становищі, до того ж Кед Бейн при допомозі Кейто Паразітті викрадає з Храму джедаїв голокрон, в якому міститься інформація про дітей — потенційних майбутніх джедаїв. Енакін та Асока вирушають повернути голокрон. В той же час сепаратисти намагаються вплинути на сенат Республіки зсередини шпигунством і підкупами.
На планеті Геонозис прибічник сепаратистів Погл Менший створює величезну армію дроїдів. Клони та джедаї штурмують Геонозис і здобувають перемогу, але ціною великих втрат. Попри низку виграних битв, генерал Ґрівус перебуває на свободі.
Республіка шукає шляхи заручитися підтримкою мандалорців, але їхня представниця, герцогиня Сатин, дотримується нейтралітету. В цей час на планеті Мандалор діють терористи, для протидії яким вирушають джедаї. В сенаті пропонується збільшити витрати на війну, проти чого виступає Падме, адже простий народ тоді опиниться в ще більшій скруті. Енакін, Асока та Обі-Ван захищають планети, звідки постачається провізія. За наказом канцлера Палпатіна на одній з планет випробовують бомбу, здатну миттєво знищити дроїдів. Однак випробування зброї пробуджує істоту Зіллу, панцир якої невразливий до світлових мечів джедаїв. Істота трагічно гине, проте Палпатіна дуже цікавить її броня.
Найманець Джанґо Фетт, який послугував зразком для клонів, гине від руки Мейса Вінду. Його син Бобба Фетт при допомозі найманців Кастаса і Орри Сінг проникає в ряди клонів-кадетів аби помститись. В результаті Вінду і Скайвокер зазнають травм, Боббу схоплюють, а Орра, як вважається, гине.

### Третій сезон
На планеті Каміно, де вирощуються і тренуються клони, як з'ясовується, не всі однакові. «Бракований» загін доводить, що гідний поповнити лави бійців. Це саме стає в пригоді, коли генерал Ґрівус атакує Каміно, та зрештою мусить відступити. Падме майже домагається встановлення перемир'я, однак сепаратисти і багато сенаторів проти.
Асока дедалі більше опановує володіння Силою і розвиває передбачення, завдяки чому рятує Падме від замаху, вчиненого вцілілою Оррою Сінг. Кедові Бейну вдається викрасти дроїдів Енакіна — C-3PO і R2D2 і скопіювати з них інформацію, після чого їх повертають, стерши пам'ять про викрадення. Завдяки цьому Кед визволяє Зіро Хатта, котрий володіє компроматом на лідерів хаттських кланів. Зіро шантажує їх, але недовго — його вбиває зраджена ним коханка.
Шляхом шантажу зловмисники впливають на сенат і він приймає рішення створити ще більше клонів, хоча Республіка перебуває на межу банкрутства. Канцелер Палпатін, вдаючи нібито підтримує Падме, насправді сприяє тому, аби війна тривала. Корупція роз'їдає Республіку зсередини, втім, Падме, Асоці й Сатин вдається викрити корупціонерів на Мандалорі.
Дарт Сідіус — владика ситхів, який командує графом Дуку, переймається зростанням могутності Асажж. Він вимагає аби Дуку вбив її на знак своєї вірності. Той виконує вимогу, та Ассаж виживає, вона прилітає на планету Датомір, звідки родом. Там проживають Сестри Ночі на чолі з Матір'ю Талзин, котрі користуються Темним боком Сили. Вони приймають Ассаж і допомагають їй помститися вчителю. Спроба вбити графа Дуку провалюється. Тоді Талзин пропонує графові нового учня Саважа Опресса, котрого потай контролює Ассаж. Дуку жорстокими методами навчає Саважа і той убиває двох джедаїв. Обі-Ван і Енакін в його пошуках виявляють, що Саваж повстав як проти вчителя, так і Ассаж. Однак, Талзин повідомляє Саважу, що його навчить Дарт Мол — колишній учень Дуку, що вважався убитим Обі-Ваном.
Обі-Ван і Енакін виявляють сигнал, за яким знаходять приховану планету, де живе родина, винятково здібна до Сили. Батько зберігає баланс Сили, Донька використовує її Світлий бік, а Син — Темний. Діти ув'язнені Батьком через його страх, що ті порушать баланс Сили. Батько вже старий, чим Син користується аби схилити на свій бік Енакіна. Він показує йому майбутнє, в якому Енакін стане могутнім ситхом Дартом Вейдером. Батько, вважаючи, що майбутнє ще не вирішене, стирає Енакіну спогади про це. Він пропонує зберігати баланс сили замість себе, та Енакін відмовляється. Тоді Син обертає проти нього Асоку, Донька втручається і дає Обі-Вану кинджал аби вбити Сина. Зрештою обоє дітей гинуть, щоб баланс зберігся. Джедаї повертаються, та Обі-Ван тепер знає, що Енакін здатний зрадити Світлий бік.
Аби звільнити з полону джедая Евена Пілла, Обі-Ван, Енакін і Асока проникають до в'язниці, де також звільняють капітана Вілгуффа Таркіна. Після втечі Пілл гине, але повідомляє координати Нексуса — таємного каналу зв'язку джедаїв, який шукають сепаратисти. Палпатін вимагає дати йому доступ до Нексуса, та джедаї проти.
На черговій місії Асока опиняється в одній команді з падаванами. Їм допомагає вукі Чубакка, рятуючи від мисливців трандошанів.

### Четвертий сезон
Після вбивства короля мон-каламарі на трон претендує його малолітній син Лі-Чар. Сусіди по планеті кворрени звинувачуються у вбивстві і Амідала зі Скайвокером вирушають врегулювати конфлікт. Кворрени стають на бік сепаратистів і планету роздирає громадянська війна. Воєначальник сепаратистів Рифф Тамсон розшукує за наказом Дуку Лі-Чара, тому майстер Йода посилає на допомогу гунганів, якими командує Джар Джар. Енакін, Падме, Кіт Фісто і Джар Джар потрапляють в полон, але їх звільняє Асока. Лі-Чар переконує свій народ, що війною керує Дуку, і успадковує трон.
Джар Джар запобігає повстанню гунганів, а джедаї та їхні дроїди встряють в низку пригод у різних куточках галактики: відвойовують у сепаратистів бази, звільняють невільників. Енакін, Асока й Обі-Ван виявляють обширну діяльність работоргівців і проникають в їхню банду, але опиняються в полоні королеви Зайгерії. Енакін завойовує довіру Зайгерії, яку відвідує граф Дуку і вбиває за симпатію до джедая. Перед смертю королева розповідає де знайти Обі-Вана й Асоку. Енакін звільняє їх та рабів.
Сепаратисти погоджуються на переговори, та їх зриває втручання мандалорських терористів. Обі-Ван дізнається про намір сепаратистів викрасти канцлера Палпатіна та перешкоджає йому. Граф Дуку, дізнавшись про обман Сестер Ночі, атакує Датомір армією Ґрівуса. Талзин магією примушує Дуку відступити, однак багато Сестер Ночі гине. Ассаж винить себе в цьому і покидає Датомір, приєднавшись до банди Бобби Фетта, котрий втік з ув'язнення.
Саваж Опресс розшукує Дарта Мола, амулет, даний Талзин, вказує йому дорогу. Нарешті Саважу вдається знайти Мола, ноги якого було замінено незграбним павукоподібним шассі. До того часу Дарт Мол збожеволів і майже нічого не пам'ятає, та все ж згадує, що його скалічив Обі-Ван. Він об'єднується з Саважем аби помститися та отримує від Талзин нові ноги. Для протистояння ситхам Обі-Ван мусить вдатися до допомоги Ассаж. Обоє врешті лишаються ні з чим, але Мол сподівається, що його помста ще попереду.

### П'ятий сезон
Мол і Саваж здійснюють жорстокі вбивства по галактиці, Обі-Ван і Енакін переслідують їх, проте Палпатін вважає це другорядною справою. Сепаратисти захоплюють планету Ондерон, джедаї допомагають партизанам на чолі з Со Геррерою повернути контроль над планетою. Підтримуваний графом Дуку король Раш присилає підкріплення. В ході боїв Ондерон відвойовують, але Со втрачає сестру.
Асока супроводжує падаванів у випробуванні — подорожі на планету Ілум, де джедаї створюють свої світлові мечі. Дорогою назад на них нападає пірат Хондо і його банда. Асока опиняється в полоні, а Обі-Ван в цей час бере участь в операції проти Ґрівуса. Падавани самотужки визволяють Асоку, проникнувши на базу Хондо.
Республіканці захоплюють шифрувальний пристрій Ґрівуса, але полковник Гаскон, який його перевозив, зазнає аварії на віддаленій планеті Абафар. Уцілілі знаходять там капітана клонів Грегора, котрий допомагає втекти. Невдовзі на орбіту прибуває корабель, захоплений сепаратистиами, що везе небезпечний вантаж. Полковник зі своїми бійцями стає на заваді їхнім планам підірвати флот Республіки.
Мол із Саважем тим часом дрейфують у космосі, поки їх не знаходять мандалорці-терористи. Вони замислюють скористатися допомогою ситхів аби скинути герцогиню Сатин. Лідер терористів Візсла ув'язнює Сатин і стає прем'єр-міністром, однак Мол не бажає ділитися владою і вбиває його. Посадивши на трон маріонеткового правителя, Мол створює власну кримінальну імперію та вбиває Сатин на очах в Обі-Вана. Проте в рядах терористів стається розкол і частина допомагає Обі-Вану врятуватися. На планету прибуває Дарт Сідіус, убиває Саважа і полонить Мола.
У Храмі джедаїв стається теракт, у якому свідком виявляється дружина одного з обслуговуючих працівників, Летта. Коли Асока береться за розслідування, хтось убиває Летту і підозри падають на Асоку. Опинившись під вартою, вона тікає та звертається за допомогою до Ассаж. Однак, пішовши по хибному сліду, Асока потрапляє в засідку. Рада джедаїв визнає Асоку винною, виганяє з Ордена джедаїв і передає під суд Республіки. Енакін не вірить у зраду учениці та знайшовши Ассаж, вислідковує справжню злочиницю Барріс Оффі. Енакін приводить її до суду, де вона зізнається. Рада джедаїв визнає свою помилку та пропонує Асоці повернутись. Але Асока відмовляється й покидає Орден. Енакін безуспішно вмовляє її не робити цього, хоча сам потай розчарований в джедаях.

### Шостий сезон
Під час битви з планету Рінґо-Вінда клон Тап убиває джедая Тіплар, що стає причиною поразки. Тапа перевозять на обстеження, та причетний до цього граф Дуку намагається викрасти клона. Енакін розуміє, що клона хтось контролював. Боєць Файвз виявляє, що Тап контролювався кимось через вживлений в мозок чип. Але що страшніше — в ході розслідування з'ясовується, що такий чип мають всі клони. Він намагається повідомити про загрозу канцлеру Палпатіну, але той звинувачує Файвза в замасі на себе та вбиває.
На Корусанті поширюється організована злочинність, що сприяє розбурханню війни. Згодом на планеті Бардотта виявляється культ, яким керує Талзин. Мейс Вінду і Джар Джар Бінкс покладають йому край. Після цього джедаї натрапляють на свідчення, що замовник створення клонів, майстер-джедай Сайфо Діас, був убитий за обставин, відмінних від офіційної версії. Йода звертається до колишнього канцлера Воларума та довідується, що Сайфо Діаса убив граф Дуку.
Йода починає чути свого померлого учня Квай-Гона Джінна та в пошуках розгадки цієї таємниці вирушає на стародавню планету ситхів Коррібан. Там він дізнається від жриць Сили, що вони поділилися з Квай-Гоном таємницею життя після смерті, що дозволить передати знання джедаїв наступним поколінням попри катастрофу, що насувається на Республіку. Пройшовши випробування, Йода також дізнається цю таємницю. Дарт Сідіус погрожує вбити Енакіна, тож Йода, відкинувши нагоду викрити справжню особу владики ситхів, рятує Енакіна. Це виявляється ілюзією, насланою Сідіусом і Дуку, проте Йода укріплюється в переконанні, що колись перемога над злом таки відбудеться.

### Сьомий сезон
Загін клонів № 99 складається з клонів з генетичними відхиленнями, котрі роблять їх здібними в певних спеціальностях. Цей загін бере участь в місії проти адмірала Тренча на планеті Анаксис. Тактика ворога здається підозріло схожою на тактику зниклого клона Ехо. Загін виявляє, що Ехо живий і з нього в анабіозі витягується інформація для протидії Республіці. Завдяки спільним діям загону 99 та допомозі Обі-Вана, Енакіна й Мейса вдається визволити Ехо та відвоювати корабельні біля Анаксису, що починають будувати кораблі для Республіки.
Асока, покинувши орден, випадково потрапляє в нетрі Корусанту. Там вона приєднується до сестер Мартез, які через бідність змушені займатися злочинністю. Асока супроводжує їх у подорожі, що виявляється перевезенням контрабанди. Вони опиняються в полоні мафії, яка працює на Дарта Мола. Асока користується своїми здібностями аби визволити сестер, попри те, що вони ненавидять джедаїв за їхню байдужість до долі простих громадян.
Обі-Ван та інші джедаї стягуються до планети Ярбана, коли Асока повідомляє Енакіну про Дарта Мола. Вона повертається до джедаїв аби допомогти їм спіймати лиходія на Мандалорі. Енакін повертає їй світловий меч і призначає їй у допомогу загін клонів. Мол розповідає Асоці, що скоро до влади прийде Дарт Сідіус, після чого тікає. Обі-Ван ділиться з Асокою своєю підозрою, що Сідіусом є канцлер Шив Палпатін. Мол закликає Асоку приєднатися до нього аби протистояти Сідіусу, і застерігає про майбутню зраду Енакіна. Вона перемагає та арештовує Мола. Мейс Вінду пропонує змістити Палпатіна, проти чого виступає Йода.
Війна наближається до кінця, Обі-Ван вирушає на Утапау знищити генерала Ґрівуса, а Енакіна відсилають наглядати за Палпатіном. Дарт Сідіус віддає Наказ 66, що змушує клонів убити всіх джедаїв. Асоці вдається втекти, вона звільняє Мола та дізнається про чипи для контролю клонів. Асока видаляє чип командиру клонів Рексу. Корабель, на якому вони летіли, падає через диверсію Мола. Асока намагається затримати Мола, але відпускає, щоб врятувати Рекса. Вона викидає свій меч, який пізніше знаходить Дарт Вейдер.

## Сезони
| Сезон | Епізоди | Епізоди | Оригінальний показ | Оригінальний показ | Оригінальний показ |
| Сезон | Епізоди | Епізоди | Перший показ       | Останній показ     | Мережа             |
| ----- | ------- | ------- | ------------------ | ------------------ | ------------------ |
| Film  | Film    | Film    | 15 серпня 2008     | 15 серпня 2008     | Theatrical release |
| 1     | 22      | 22      | 3 жовтня 2008      | 20 березня 2009    | Cartoon Network    |
| 2     | 22      | 22      | 2 жовтня 2009      | 30 квітня 2010     | Cartoon Network    |
| 3     | 22      | 22      | 17 вересня 2010    | 1 квітня 2011      | Cartoon Network    |
| 4     | 22      | 22      | 16 вересня 2011    | 16 березня 2012    | Cartoon Network    |
| 5     | 20      | 20      | 29 вересня 2012    | 2 березня 2013     | Cartoon Network    |
| 6     | 13      | 13      | 15 лютого 2014     | 7 березня 2014     | Netflix            |
| 7     | 12      | 12      | 21 лютого 2020     | 4 травня 2020      | Disney+            |

## Війни клонів: Спадок
Події серіалу доповнює низка матеріалів, до якої належать комікси «Дарт Мол — син Датоміра», роман «Темний послідовник» і не показані на телебаченні епізоди.
Чотири томи коміксів, виданих у 2014 році, було присвячено Дартові Молу і засновувалися на нереалізованій сюжетній арці про цього персонажа. Роман «Темний послідовник», виданий у 2015 році, описує місію зі знищення графа Дуку, до якої долучаються джедай Квінан Вос і колишня учениця Дуку — Ассаж Вентерс.
В не показаних по телебаченню епізодах планувалося зобразити дві сюжетні арки:
- «Криза кристала Утапау» (4 епізоди) — Обі-Ван і Енакін прибувають на планету Утапау, в підземному місті якої сталося вбивство джедая. Вони натрапляють на змову, метою котрої є продати генералу Ґрівусу величезний кайбер-кристал, на основі якого має бути створена потужна зброя. Джедаї врешті знищують кристал і армію дроїдів навколо.
- «Бракована партія» (4 епізоди) — «бракований» загін клонів № 99 бере участь в місії проти адмірала Тренча. Вони виявляють загубленого спецпризначенця Ехо, з якого в анабіозі витягується інформація про тактику клонів. Завдяки їхнім спільним діям та допомозі Обі-Вана, Енакіна й Мейса вдається відвоювати корабельні біля планети Анаксис, що починають будувати кораблі для Республіки.

«Кризу кристала Утапау» спершу було опубліковано в незавершеному вигляді як сиру анімацію. 2014 року епізоди, вже будучи завершеними, увійшли до складу 14-и епізодів, видано на дисках під спільною назвою «Втрачені місії». «Бракована партія» стала частиною 7-го сезону серіалу в 2020 році.

## Актори озвучування
| Актор (голос)         | Персонаж                                                               | Оригінал імені персонажа  |
| --------------------- | ---------------------------------------------------------------------- | ------------------------- |
| Метт Лантер           | Енакін Скайвокер                                                       | Anakin Skywalker          |
| Ешлі Екстейн          | Асока Тано                                                             | Ahsoka Tano               |
| Том Кейн              | Йода                                                                   | Yoda                      |
| Том Кейн              | Вульф Юларен                                                           | Wullf Yularen             |
| Том Кейн              | Гвардієць Сенату                                                       |                           |
| Том Кейн              | Диктор                                                                 |                           |
| Джеймс Арнольд Тейлор | Обі-Ван Кенобі                                                         | Obi-Wan Kenobi            |
| Джеймс Арнольд Тейлор | Пло Кун                                                                | Plo Koon                  |
| Терреннс Карсон       | Мейс Вінду                                                             | Mace Windu                |
| Олівія д'Або          | Лумінара Ундулі                                                        | Luminara Unduli           |
| Філ ЛаМар             | Кіт Фісто                                                              | Kit Fisto                 |
| Філ ЛаМар             | Бейл Органа                                                            | Bail Organa               |
| Філ ЛаМар             | Філо                                                                   | Philo                     |
| Філ ЛаМар             | Орн Фрі Таа                                                            | Orn Free Taa              |
| Філ ЛаМар             | Еміт Нолофф                                                            | Amit Noloff               |
| Філ ЛаМар             | Командні дроїди                                                        |                           |
| Том Кенні             | Надар Вебб                                                             | Nahdar Vebb               |
| Дженніфер Гейл        | Ейла Секура                                                            | Aayla Secura              |
| Катрін Табер          | Падме Амідала                                                          | Padmé Amidala             |
| Катрін Табер          | Нума                                                                   | Numa                      |
| Катрін Табер          | Ангел                                                                  |                           |
| Ієн Аберкромбі        | Палпатін (він же Дарт Сідіус)                                          | Palpatine / Darth Sidious |
| Ентоні Денієлс        | C-3PO                                                                  |                           |
| Ахмед Бест, BJ Г'юз   | Джар Джар Бінкс                                                        | Jar Jar Binks             |
| Корні Бартон          | Дуку (він же Дарт Тиранус)                                             | Dooku / Darth Tyranus     |
| Корні Бартон          | Каррус                                                                 | Kharrus                   |
| Корні Бартон          | Мар Туук                                                               | Mar Tuuk                  |
| Корні Бартон          | Нілім Бріл                                                             | Nilim Bril                |
| Корні Бартон          | Гобі Глі                                                               | Gobi Glie                 |
| Корні Бартон          | Гвардієць Сенату                                                       |                           |
| Корні Бартон          | Кед Бейн                                                               | Cad Bane                  |
| Корні Бартон          | Зіро Хатт                                                              | Ziro the Hutt             |
| Корні Бартон          | Шахан Алама                                                            | Shahan Alama              |
| Корні Бартон          | Пірат                                                                  |                           |
| Метью Вуд             | Ґрівус                                                                 | Grievous                  |
| Метью Вуд             | Бойові дроїди                                                          |                           |
| Метью Вуд             | Командні дроїди                                                        |                           |
| Метью Вуд             | Гвардійці Сенату                                                       |                           |
| Метью Вуд             | Ват Тамбор                                                             | Wat Tambor                |
| Метью Вуд             | 3D                                                                     |                           |
| Метью Вуд             | Дроїди-диверсанти                                                      |                           |
| Ніка Фаттерман        | Ассаж Вентрес                                                          | Asajj Ventress            |
| Том Кенні             | Нут Ганрей                                                             | Nute Gunray               |
| Браян Жорж            | Катунко                                                                | Katunko                   |
| Гвендолін Єо          | Нала Сі                                                                | Nala Se                   |
| Гвендолін Єо          | Пеппі Боу                                                              | Peppi Bow                 |
| Гвендолін Єо          | Голограма VJ                                                           |                           |
| Ді Бредлі Бейкер      | Онаконда Фарр                                                          | Onaconda Farr             |
| Ді Бредлі Бейкер      | Пілф Мукмук                                                            | Pilf Mukmuk               |
| Ді Бредлі Бейкер      | Бійці піратів                                                          |                           |
| Ді Бредлі Бейкер      | Солдати-клони, зокрема, капітан Рекс, командери Куді, Грі, Блай, TX-20 |                           |
| Ді Бредлі Бейкер      | Ті-Сен                                                                 | Thi-Sen                   |
| Ді Бредлі Бейкер      | Робоніно                                                               | Robonino                  |
| Рон Перлман           | Га Нахкт                                                               |                           |
| Джеймс Мастерс        | Арґаюс                                                                 |                           |
| Джим Каммінгс         | Хондо Онака                                                            |                           |
| Грег Елліс            | Турк Фалсо                                                             |                           |
| Джеймс Арнольд Тайлор | Вегвей Генчмен                                                         |                           |
| Джеймс Арнольд Тайлор | Представник Асамблеї Пантори                                           |                           |
| Джеймс Арнольд Тайлор | Тай Бун                                                                | Tae Boon                  |
| Тім Брок              | Медичний дроїд (TB-2)                                                  |                           |
| Девід Акорд           | Гвардія Сенату                                                         |                           |
| Девід Акорд           | Дроїд-доглядач A-4D                                                    |                           |
| Девід Акорд           | Дроїд-помічник                                                         |                           |
| Девід Акорд           | Ковакіанська мавпа                                                     |                           |
| Девід Акорд           | Аквалійський технік                                                    |                           |
| Джордж Коу            | Ті Ватт Каа                                                            |                           |
| Алек Медлок           | Ваг Ту                                                                 | Wag Too                   |
| George Takei          | Лок Дурд                                                               | Lok Durd                  |
| Браян Джорж           | Чі Чо                                                                  | Chi Cho                   |
| Дженіфер Гейл         | Рьо Чучі                                                               | Riyo Chuchi               |
| Робін Аткін Доунс     | Охоронці з Пантори                                                     |                           |
| Робін Аткін Доунс     | Чем Сандулла                                                           | Cham Syndulla             |
| Майкл Йорк            | Нуво Вінді                                                             | Nuvo Vindi                |
| Джеймс Матіс III      | Грегор Тайфо                                                           | Gregar Typho              |
| Джаміла Макміллан     | Нееюті                                                                 | Neeyuti                   |
| Девід Кауфман         | Джейбо Худ                                                             | Jaybo Hood                |
| Гері Шеппке           | TA-175                                                                 |                           |
| Джеймі Кінг           | Аурра Сінг                                                             | Aurra Sing                |
| без голосу            | R2-D2, R3-S6                                                           |                           |

## Створення
Вперше про плани Cartoon Network зі створення анімаційного серіалу стало відомо в квітні 2005 року на фестивалі Star Wars Celebration III. Виробництво розпочалося в липні 2005 року. Дейва Філоні узяли на посаду режисера, оскільки він був близький до створення попередніх анімаційних проєктів за «Зоряними Війнами». Спершу серіал планувався як історія про екіпаж корабля, котрий зрідка зустрічався б з героями кіносаги. До складу мали входити контрабандист, його подруга, гунган Ланкер, падаван Ашла і її вчитель. Пізніше, коли до створення було залучено Джорджа Лукаса, увагу було зміщено на персонажів фільмів, а саме Обі-Вана та його учня Енакіна. Сценарій, дизайн персонажів та режисура відбувалася в компанії Industrial Light & Magic, а анімація та рендер виконувалися на студіях Lucasfilm Animation Singapore і Polygon Pictures. «Війни клонів» анімувалися в програмі Maya. Візуальний стиль був натхненний ляльковим серіалом 1960-х «Громові птахи» (Thunderbirds). Джордж Лукас давав велику свободу в створенні епізодів, за винятком того, аби не використовувати низку персонажів і планет, яким було приділено багато часу в фільмах. Утім, зрештою він змінив свою думку і ті з'явилися в серіалі, наприклад, Чубакка та планета Набу.
На каналі Cartoon Network 11 липня 2008 року відбулася прем'єра першого епізоду серіалу. Епізод показали повністю, але не всім, а тільки телекритикам — у рамках заходу Television Critics Association Press Tour. Критики поставилися до епізоду з великою симпатією.
9 лютого 2009 року Cartoon Network оголосив про запис другого сезону серіалу, який слід було очікувати протягом 2009 року. 4 грудня 2009 року — в день виходу 8-го епізоду «Загарбники розуму» другого сезону серіалу — стало відомо про те, що вже триває створення його третього сезону.

## Відзнаки
- Серії першого сезону серіалу було визнано найпопулярнішими серед хлопців віком від 6 до 11 років у базових кабельних мережах США протягом 2008 р. і січня 2009 р[17].
- Серіал номіновано як «Найкращий серіал кабельного телебачення» XXXV науково-фантастичної премії «Saturn Awards»[19].
- Кевіна Кінера (Kevin Kiner) було номіновано на «Annie Awards» 2009 року в номінації «Найкраща музика в короткометражному анімаційному телевізійному продукті» завдячуючи серії «Зростаюча Ворожість» та 2010 року в номінації «Музика в телевізійному продукті» завдячуючи серії «Фабрика зброї»[20].
- Група звукорежисерів на чолі з Метью Вудом (Matthew Wood) здобула перемогу 2009 року в «Golden Reel Award» у номінації «Найкраща звукорежисура в телевізійній анімації» завдячуючи епізоду «Лігвище генерала Ґрівуса»[20].